# Ibne Batuta
Xameçadim Abu Abedalá Maomé ibne Maomé ibne Ibraim Aluati Atanji (em árabe: شمس الدين أبو عبد الله محمد بن محمد بن إبراهيم اللواتي الطنجي; romaniz.: Shams ad-Din Abu Abd Allah Muhammad ibn Muhammad ibn Ibrahim al-Luwati at-Tanji; Tânger, 24 de fevereiro de 1304 – 1377), mais conhecido como Ibne Batuta (em árabe: ابن بطوطة; romaniz.: ibn Battuta), foi um viajante, estudioso e explorador berbere. No mundo islâmico ele é conhecido como o príncipe dos viajantes devido a sua famosa jornada realizada entre 1325 e 1353 que percorreu cerca de 120 mil quilômetros. Suas viagens atravessaram o norte da África, a península arábica, o extremo oriente, a Anatólia, a costa oriental africana e o Sael.
Partiu da sua cidade natal em 13 de junho de 1325 para a sua primeira viagem, cuja rota englobava o Egito, Meca e o Iraque. Mais tarde, correu o Iêmen, a África Oriental, as margens do rio Nilo, a Ásia Menor, a costa do mar Negro, a Crimeia, a Rússia, o Afeganistão, a Índia - onde visitou Calecute, por exemplo -, as ilhas da Sonda (Indonésia) e a região de Cantão, na China.
Nos últimos anos de vida, esteve em Granada, Espanha, quando esta era ainda a capital do Reino Nacérida (dinastia muçulmana ibérica). Realizou depois a travessia do deserto do Saara pelo famoso e mítico trilho das caravanas de Tombuctu e adentrou no Império do Mali. Por fim, acabou por se fixar no seu país de origem, Marrocos, onde acabaria por falecer em 1377, na importante cidade de Fez. Ao retornar das suas viagens em 1354, em terras Merínidas, Ibne Batuta ditou suas viagem a ibne Juzai. O seu relato foi intitulado de "Um presente para aqueles que contemplam as Maravilhas das Cidades e as Maravilhas da Viagem" : (em árabe: تحفة النظار في غرائب الأمصار وعجائب الأسفار; romaniz.: Tuḥfat an-Nuẓẓār fī Gharāʾib al-Amṣār wa ʿAjāʾib al-Asfār). Nele há várias epopeias e jornadas aventurosas da sua vida de viajante narrados pelo explorador. Escrito em língua árabe, esse documento é mais conhecido como Rihla.

## Primeiros anos e primeira haje
Tudo o que se sabe sobre a vida de ibne Batuta vem da informação autobiográfica incluída no relato de suas viagens. Ibne Batuta nasceu em uma família de estudiosos das leis do Islão em Tânger, Marrocos, em 25 de fevereiro de 1304, durante a dinastia merínida. Quando jovem, teria estudado na "escola" sunita maliquita da lei muçulmana, que era dominante no norte de África naquele tempo. Inclusive, o viajante atuou como cádi durante a sua estadia no Sultanato de Déli, na Índia, o qual procurava pessoas especializadas para compor o aparato administrativo muçulmano. Em junho de 1325, quando tinha vinte e dois anos de idade, ibne Batuta partiu de sua cidade natal em uma haje (peregrinação) a Meca, uma viagem que levaria 16 meses, mas ele não veria novamente Marrocos por 24 anos.

Uma ilustração de livros do século XIII em Bagdá produzida por que mostra um grupo de peregrinos em uma haje

Sua viagem a Meca foi por terra, onde seguiu a costa norte-africana cruzando os reinos de Tremecém e Haféssida. O seu percurso passou por Tremecém, Bugia e depois Túnis, onde permaneceu por dois meses. Ele normalmente optava por participar de uma caravana para reduzir o risco de ser atacado. Na cidade de Esfax, casou-se pela primeira de várias vezes em suas viagens.
No início da primavera de 1326, após uma viagem de mais de 3 500 km, ibne Batuta chegou ao porto de Alexandria, então parte do Sultanato Mameluco do Cairo controlado pela dinastia Bahri. Ele passou várias semanas visitando lugares e depois foi para o interior até o Cairo, uma importante cidade, grande capital do sultanato mameluco, onde permaneceu por cerca de um mês. Dentro do território mameluco, viajar era relativamente seguro e ele iniciou a primeira de suas muitas voltas. Existiam três vias comumente usadas para ir a Meca e ibne Batuta escolheu a menos percorrida: uma viagem até o vale do Nilo e então para leste até o porto de Aidabe, no mar Vermelho. No entanto, ao se aproximar da cidade, ele foi forçado a retornar devido a uma rebelião local.
Voltando ao Cairo, ibne Batuta tomou um segundo caminho secundário para Damasco (então controlada pelos mamelucos), pois havia encontrado um homem santo, durante sua primeira viagem, que profetizara que ele só iria alcançar Meca após uma viagem pela Síria. Uma vantagem adicional do caminho secundário era que outros lugares santos ficavam ao longo da rota — Hebrom, Jerusalém, e Belém — e as autoridades mamelucas faziam grandes esforços para manter as rotas seguras para os peregrinos.
Depois de passar o mês muçulmano do Ramadã em Damasco, juntou-se a uma caravana que percorria os 1 500 km de Damasco a Medina, local do sepultamento do profeta islâmico Maomé. Após 4 dias na cidade, viajou para Meca. Lá completou os rituais habituais dos peregrinos muçulmanos e, tendo adquirido o estatuto de haji, restava-lhe regressar à sua casa, mas decidiu continuar viajando. Seu próximo destino foi o Ilcanato situado nos atuais Iraque e Irã.

## Iraque e Pérsia

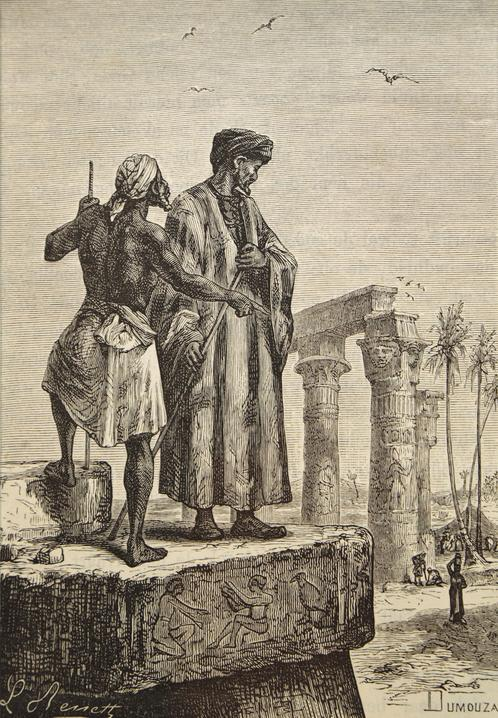
Gravura de Léon Benett publicada em 1878 mostrando Ibne Batuta e o seu guia no Egito

Em 17 de novembro de 1326, após um mês em Meca, ibne Batuta juntou-se a uma grande caravana de peregrinos, retornando através da Península Arábica para o Iraque. A caravana foi inicialmente para o norte de Medina e, em seguida, viajando à noite, em direção do nordeste através do planalto do Négede até Najafe, uma jornada que durou cerca de 44 dias. Em Najafe, visitou o mausoléu de Ali, o quarto califa ortodoxo e genro de Maomé, um lugar particularmente venerado pela comunidade xiita.
Neste ponto, em vez de continuar em direção a Bagdá com a caravana, ibne Batuta iniciou um desvio de seis meses que o levou para a Pérsia. De Najafe viajou para Uacite e depois para o sul seguindo o Rio Tigre até Baçorá. Seu próximo destino era a cidade de Ispaã através do Cordilheira de Zagros, na Pérsia. Dali seguiu para o sul até Xiraz, uma próspera cidade grande que havia sido poupada da destruição causada pela invasão mongol em muitas outras cidades do norte. Finalmente, voltou através das montanhas para chegar a Bagdá em junho de 1327. Partes da cidade estavam em ruínas, seriamente danificadas pelo exército de Hulagu Cã.
Em Bagdá, descobriu que Abuçaíde Badur, o último ilcã do Ilcanato, estava deixando a cidade rumo ao norte com uma grande comitiva. Ibne Batuta viajou com a caravana real por um tempo e depois desviou-se para o norte, até Tabriz, na Rota da Seda. Esta tinha sido a primeira cidade importante da região a abrir as suas portas aos mongóis e tornou-se um importante centro comercial depois que a maioria das suas rivais nas proximidades foram destruídas.
Ao retornar novamente a Bagdá, provavelmente em julho, ele tomou uma excursão para o norte seguindo o rio Tigre, visitando Moçul e depois Cizre e Mardin, ambas na moderna Turquia. Ao retornar para Moçul, juntou-se a uma caravana "alimentadora" de peregrinos que rumava ao sul para Bagdá, onde encontrou a caravana principal que cruzava o Deserto da Arábia em direção a Meca. Ibne Batuta ficou doente com diarreia nesta viagem, chegando de volta a Meca fraco e esgotado para sua segunda haje.

## Mali
Em 1351 ele partia de Fez e retornaria ao Império Merínida apenas em 1354. Nessa viagem ele adentrou no Império do Mali durante o governo do Mansa Solimão. No seu relato, ibne Batuta teceu vários comentários acerca dos residentes desse império. Entre eles, a presença de mulheres e meninas nuas e sem utilizar véu em público e o hábito de jogar poeira e cinza sobre a cabeça como sinal de obediência. Tais características incomodavam o viajante. Além disso, o príncipe dos viajantes, no seu relato, elogiou a segurança do lugar e a grande atenção ao ensino do Alcorão.

## Locais visitados por ibne Batuta
Ibne Batuta viajou cerca de 120 mil km durante a sua vida, um percurso três vezes maior que o do famoso viajante veneziano Marco Polo. Aqui se apresenta uma lista de alguns locais onde ele esteve.
| Marrocos, Argélia e Tunísia - Tânger - Fez - Marraquexe - Tremecém - Miliana - Argel - Montanhas Djurdjura - Bugia - Constantina – chamada Cusantina. - Annaba – antiga Hipona, também chamada Bona. - Túnis – nessa época, Abu Iáia (filho de Abu Zacaria) era o Sultão de Túnis. - Sousse – também chamada Susa. - Esfax - Gabès Líbia - Trípoli Sultanato Mameluco - Cairo - Alexandria - Jerusalém - Belém - Hebrom - Damasco - Lataquia - Egito - Síria Península Arábica - Medina – Visitou a tumba de Maomé. - Jidá – Principal porto para os peregrinos de Meca. - Meca – Fez a peregrinação (Haje) a Meca - Rabigh - ano norte de Jidá no Mar Vermelho - Omã - Dofar - Barém - Alhaça - Estreito de Ormuz - Iêmen - Catife Espanha - Granada - Valência Império Bizantino e Europa do Leste - Cônia - Antália - Bulgária - Azove - Cazã - Rio Volga - Constantinopla | Ásia Central - Corásmia e Coração (hoje região do Uzbequistão, Tajiquistão, Baluchistão e Afeganistão) - Bucara e Samarcanda - Áreas de Pastós no leste do Afeganistão e Paquistão Índia, Paquistão e Bangladexe - Panjabe (hoje no Paquistão e noroeste da Índia) - Sinde - Multan - Déli - Utar Pradexe - Decão - Concão - Calecute - Malabar - Keelakarai. - Bengala - hoje Bangladexe e Bengala Ocidental - Rio Bramaputra em Bangladexe – durante sua volta da China. - Rio Megna próximo a Daca - Sylhet – ali encontrou o santo muçulmano Hazerate Xá Jalal Iamani, mais conhecido como Xá Jalal. China - Chincheu – por ele chamada em seus livros de “Cidade dos Asnos” - Hancheu — ibne Batuta a chamou em seu livro de "Madinat Alkhansa" مدينة الخنساء. Também disse ser a maior cidade que conheceu, tendo levado três dias para atravessá-la. - Pequim - ibne Batuta disse em seus diários que a cidade era muito limpa. Outros locais na Ásia - Birmânia (hoje Mianmar) - Maldivas - Seri Lanca – Chamada pelo árabes de Serendipe. - Sumatra - Península Malaia, Malásia - Filipinas - ibne Batuta visitou o Reino do sultão Taualisi, Taui-Taui, a província mais ao sul do país. Somália - Mogadíscio - Zeilá Costa dos Suaílis - Quíloa - Mombaça Império do Mali - África - Tombuctu - Gao - Taqueda Mauritânia - Ualata Durante a maior parte da sua jornada no Império do Mali, ibne Batuta viajou com um séquito que incluía escravos, a maior parte dos quais carregavam bens diversos para negociações, mas poderiam eles próprios serem vendidos. No retorno de Taqueda para Marrocos, sua caravana transportava 600 escravas, sugerindo que a escravatura era uma parte substancial das atividades comerciais do Império. |